# Nanceen Perry
Nanceen Lavern Perry (Fairfield (Texas), 19 april 1977) is een voormalige Amerikaanse sprintster. Sinds 2000 heeft ze het wereldrecord op de 4 x 200 m estafette mede in handen.

## Loopbaan
Nanceen Perry rondde de Fairfield High School af in 1995 en studeerde af aan het Texas College in 1999. Op 29 april 2000 liep zij in Philadelphia als lid van een estafetteteam, dat verder bestond uit LaTasha Jenkins, LaTasha Colander-Richardson en Marion Jones, op de 4 x 200 m estafette een wereldrecordtijd van 1.27,46. Dit atletieknummer maakt geen onderdeel uit van het standaard atletiekprogramma op grote internationale toernooien.
Perry won op de Olympische Spelen van 2000 in Sydney een bronzen medaille op de 4 x 100 m estafette. Met haar teamgenotes Chryste Gaines, Torri Edwards en Marion Jones finishte ze in 42,20 s achter de teams van de Bahama's (goud) en Jamaica (zilver). Een jaar eerder werd ze bij de wereldkampioenschappen in 1999 in het Spaanse Sevilla met haar teamgenotes Cheryl Taplin, Inger Miller en Gail Devers nog vierde op dit onderdeel.
Omdat Perry in 2000 een teamgenote was van Marion Jones, die toegegeven heeft doping gebruikt te hebben, werd haar medaille haar ontnomen. Op 10 april 2008 besloot het IOC, dat ze haar olympische bronzen plak moest inleveren. In 2010 werd dit besluit ongedaan gemaakt door het een uitspraak van het Hof van Arbitrage voor Sport en kregen de ploeggenoten van Marion Jones hun medailles terug.

## Titels
- NCAA-indoorkampioene 200 m - 1997, 1999
- Amerikaans indoorkampioene 200 m - 2000

## Persoonlijke records
| Onderdeel | Prestatie | Datum        | Plaats     |
| --------- | --------- | ------------ | ---------- |
| 100 m     | 11,15 s   | 5 juni 1999  | Boise      |
| 200 m     | 22,38 s   | 23 juli 2000 | Sacramento |

## Palmares

### 200 m
- 1999:  Universiade - 23,27 s

### 4 x 100 m estafette
- 1999: 4e WK - 42,30 s
- 2000:  OS - 42,20 s